# Asgeir Helgason
Asgeir Rúnar Helgason, född 1957, är en isländsk psykolog och forskare verksam vid Karolinska Institutet och Islands universitet. 
Asgeir R. Helgason, vars far var professor i medicin, avlade medicine doktorsexamen vid Karolinska Institutet 1997 och är från 2002 docent i psykologi där samt vid universitet på Island. 
Han bedriver forskning kring sexuell funktion och dess betydelse för äldre män i allmänhet och prostatacancerpatienter i synnerhet samt forskar om vård i livets slutskede ur genusperspektiv. Forskningen berör även känslomässig isolering bland medelålders och äldre män och hur den påverkar männens livsvillkor vid cancersjukdom. Helgason var en av initiativtagarna och ansvarig för utvecklingen av den svenska och isländska Sluta-röka-linjen och den svenska Alkohollinjen. Helgason bedriver även forskning kring rökavvänjning och samtalsmetodik i samband med livsstilsändringar i så kallade motiverande samtal.

## Ateistisk pietism
Helgason har myntat begreppet ateistisk pietism för att beskriva relationen mellan religion och ett moralistiskt förhållningssätt till livet som han ansåg symptomatiskt för många svenskar. Härmed  menas ett etiskt regelverk med rötterna i religiositet men där man avfärdar den religiösa grunden till idéernas uppkomst.